# 冥卫五
冥卫五（/ˈstɪks/ ，编号S/2012 P 1、S/2012 (134340) 1，简称P5）是冥王星的一颗较小的天然卫星，2012年7月11日宣布发现。它是冥王星第五颗被确认的卫星，距离第四颗卫星冥衛四的发现仅相隔了一年。2013年7月2日時，國際天文學聯合會宣布正式批准「斯堤克斯」（Styx）這個名字作為S/2012 (134340) 1的稱呼。

## 发现
哈勃太空望远镜上装有的第三代广域照相机在2012年6月26日至7月9日间拍摄了九组照片，天文学家从这些照片发现了这颗卫星。这些照片原本为新视野号对冥王星的探测而准备，當時该飞船正在飞往冥王星，並預計在2015年7月14日飞过冥王星系统。人们不由得担忧，该区域可能隐藏着更多的难以观测到的小天体，高速穿越此区域的新视野号可能与这些未知小天体碰撞。

## 物理性质
据估计，该卫星的上下边缘大约为0.04，反照率大约为0.35。再结合视星等，这颗卫星直径在10公里至25公里之间。

## 轨道参数
冥卫五的公转週期约为20.2天，这说明它与冥卫一—冥王星体系处于大约5.4%的1:3共振。加上冥王星的其他卫星——冥卫二、冥卫四和冥卫三，它们形成了部分1:3:4:5:6共振的近心点进动。

## 起源
据推测，环绕冥王星的复杂卫星系统是冥王星与另一个柯伊伯带天体在很久以前碰撞的结果。冥王星的卫星可能是这样的相撞事件的残骸所形成的，这与月球形成的大碰撞说类似。轨道共振可能使残骸中聚集物质形成了卫星。